# Ledenjak Gangotri
Ledenjak Gangotri je smješten u saveznoj državi Uttarakhand, u Indiji, na granici s Kinom. Taj je ledenjak izvor vode za rijeku Ganges. Dugačak je oko 30 kilometara, a širok 2 do 4 kilometra. Proteže se na nadmorskoj visini od 4 200 do 7 000 metara.
Ledenjak se topi od kada su počela promatranja 1780. Od 1936. do 1996. ledenjak se povukao 1 147 metara, ili 19 metara godišnje. Nakon toga počeo se povlačiti brzinom od 34 metra godišnje.